# Матвеев, Михаил Львович
Михаи́л Льво́вич Матве́ев (1864 — не ранее 1920) — русский военачальник, генерал-лейтенант, герой Первой мировой войны.

## Биография
Из потомственных дворян Тамбовской губернии.
Окончил 4-й Московский кадетский корпус (1882) и 3-е военное Александровское училище (1884), откуда был выпущен подпоручиком с зачислением по армейской пехоте. 18 октября 1885 года переведён в лейб-гвардии Волынский полк, 30 августа 1888 года произведён в поручики.
В 1893 году окончил Николаевскую академию Генерального штаба по 1-му разряду и 20 мая того же года был произведён в штабс-капитаны «за отличные успехи в науках». 7 марта 1894 года переведён в Генеральный штаб капитаном, с назначением старшим адъютантом штаба 40-й пехотной дивизии. Затем состоял старшим адъютантом штаба 3-го армейского (1896—1898) и 20-го армейского (1898) корпусов. 5 апреля 1898 года произведён в полковники «за отличие по службе», с назначением штаб-офицером для поручений при штабе 3-го армейского корпуса.
23 июня 1901 года назначен начальником штаба 18-й пехотной дивизии, 14 апреля 1902 года произведен в полковники «за отличие по службе». 21 февраля 1905 года назначен командиром 184-го пехотного резервного Варшавского полка. 10 августа 1910 года произведён в генерал-майоры «за отличие по службе», с назначением командиром 2-й бригады 4-й Сибирской стрелковой дивизии. 23 июля 1912 года назначен командиром 2-й бригады 9-й пехотной дивизии.
С началом Первой мировой войны, 29 июля 1914 года назначен командиром бригады 60-й пехотной дивизии. Пожалован Георгиевским оружием
За то, что в боях с 7—9 декабря 1914 года, командуя колонной из трёх родов войск и, получив приказание разбить наступающие для охвата левого фланга средней колонны значительные силы противника, перешёл в наступление, принятыми своевременно мерами парализовал охват противника, в свою очередь охватил его фланг, причинил ему большой урон, отбросил и, перейдя в наступление также и на своём правом фланге, нанёс неприятелю решительное поражение.
17 октября 1914 года отчислен от должности с назначением в резерв чинов при штабе Киевского военного округа. 24 января 1915 года назначен командиром бригады 49-й пехотной дивизии. Удостоен ордена Св. Георгия 4-й степени
За то, что, будучи начальником правой колонны Стрыйского отряда, в период с 10 по 25 января, тремя полками слабого состава сдерживал напор германского корпуса, днём и ночью яростно атаковавшего наши позиции. В течение этих дней войсками, подчинёнными ген. Матвееву, под его руководством нанесены германцам громадные потери. В боях на высоте 992 у Козювки войска колонны выдержали ряд яростных атак германцев 25 января 1915 года; таких атак было 22. Все атаки неизменно заканчивались поражением противника, наступление которого здесь было окончательно остановлено. Генерал Матвеев, лично руководя действиями колонн под огнём противника, проявил удивительное мужество, упорство и распорядительность.
3 февраля 1915 года назначен командиром 2-й бригады 78-й пехотной дивизии, с которой участвовал в боях за гору Маковку. 7 июля 1915 года назначен командующим 37-й пехотной дивизией, 17 июля отчислен от должности. 1 сентября 1915 года назначен командующим 3-й пехотной запасной бригадой, а 26 марта 1916 года произведён в генерал-лейтенанты на основании Георгиевского статута, с утверждением в должности. 10 июня 1917 года уволен от службы за болезнью.
В Гражданскую войну участвовал в Белом движении в составе ВСЮР и Русской армии, с 19 июня 1920 года состоял в резерве чинов. Дальнейшая судьба неизвестна.

## Награды
- Орден Святого Станислава 3-й ст. (1899)
- Орден Святой Анны 3-й ст. (1905)
- Орден Святого Станислава 2-й ст. (1907)
- Орден Святого Владимира 3-й ст. с мечами (ВП 28.01.1915)
- Орден Святого Георгия 4-й ст. (ВП 13.03.1915)
- Георгиевское оружие (ВП 22.05.1915)
- Орден Святого Станислава 1-й ст. с мечами (ВП 30.07.1915)
- Орден Святой Анны 1-й ст. (ВП 6.12.1916)